# Inuinnaqtun
Inuinnaqtun – język należący do rodziny języków eskimo-aleuckich, używany lokalnie przez część Inuitów w Kanadzie. Blisko spokrewniony z językiem inuktitut i przez niektórych uważany za dialekt tego ostatniego. Władze Terytoriów Północno-Zachodnich i Nunavut uznają inuinnaqtun za jeden z oficjalnych języków na swoich terytoriach. Ma charakter aglutynacyjny.
Język inuinnaqtun używany jest głównie w społecznościach Cambridge Bay i Kugluktuk w regionie Kitikmeot położonym w zachodniej części Nunavut, a także w osiedlu Gjoa Haven. Poza Nunavut, używają go mieszkańcy osiedla Ulukhaktok na Terytoriach Północno-Zachodnich (gdzie zwany jest kangiryuarmiutun). Ocenia się, że posługuje się nim ok. 2 tys. osób.
Zapisywany jest alfabetem łacińskim.